# Niccolò Jommelli

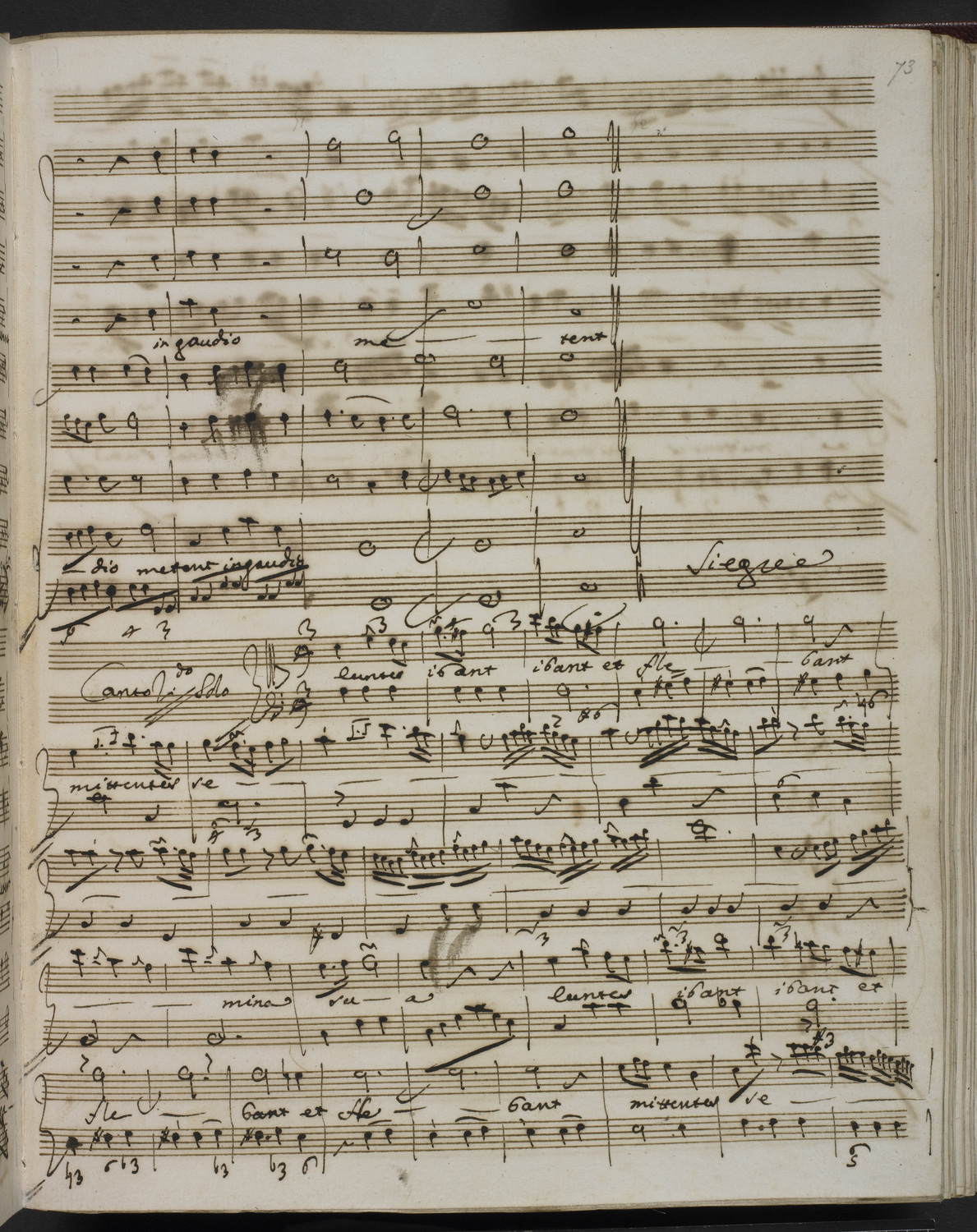
Niccolò Jommelli - In convertendo Dominus

Niccolò Jommelli (ur. 10 września 1714 w Aversa koło Neapolu, zm. 25 sierpnia 1774 w Neapolu)  – włoski kompozytor epoki klasycyzmu.

## Życiorys
Urodził w Aversa koło Neapolu. Jego rodzicami byli Margarita Cristiano i Francesco Antonio Jommelli, zasobny kupiec bławatny. Miał trzy siostry i brata, który był dominikaninem. Ostatnie trzy lata życia spędził pod opieką brata, częściowo sparaliżowany po udarze mózgu. Aż do śmierci nie przestał jednak pracować.

### Edukacja
Pierwszym jego nauczycielem muzyki był kanonik Muzzillo, dyrygent chóru przy katedrze w Aversa. W wieku lat szesnastu Jommelli został przyjęty do Konserwatorium Świętego Onufrego przy Bramie Kapuańskiej (Conservatorio di Sant'Onofrio a Porta Capuana), gdzie studiował u słynnego mistrza szkoły neapolitańskiej Francesco Durante.
Po trzech latach przeniósł się do Konserwatorium Świętej Marii Litościwej na Turchini w Neapolu (Conservatorio di Santa Maria della Pietà dei Turchini). Tam studiował u Ignazia Prato (muzykę), Francesca Manciniego (śpiew), Francesca Feo (kompozycję) i Leonarda Leo (style muzyki religijnej i dramatycznej) . Następnie Jommelli, prawdopodobnie sponsorowany przez markiza di Villarosa, studiował u kompozytora Nicoli Fago . Kontynuował także naukę śpiewu u Giacoma Sarcuniego i Andrei Basso.
Duży wpływ wywarł na twórczość Jommellego wywarł Johann Adolf Hasse, który przez dłuższy czas  przebywał w Neapolu. Wpływ ten widać w zastosowaniu recytatywu obbligato z akompaniamentem całej orkiestry, a nie tylko klawesynu dla wzmocnienia wrażenia napięcia.
Za ostatniego nauczyciela Jommellego uchodzi Padre Martini, boloński muzykolog i wyznawca tradycyjnej rzymskiej szkoły kompozycji.

## Kariera
Jommelli zaczął od komponowania baletów, ale jego kantaty zainteresowały publiczność bardziej, kierując go ku komponowaniu oper. Po skończeniu studiów napisał najpierw dwie opery buffa, L’errore amorosa w 1737 i Odoardo w 1738.
Jego pierwsza opera seria, Ricimero re di Goti, odniosła sukces Rzymie w Teatrze Argentyńskim (w 1740), a książę Yorku Henryk Benedykt Stuart zamówił u Jommellego nowe dzieło oraz postarał się o zatrudnienie Jommellego w Watykanie.
Dzięki sukcesowi opery Merope (Wenecja, 1741) od 1747 był dyrektorem Ospedaletto degli Incurabili w Wenecji. następnie działał w Wiedniu i Rzymie.
W 1753 został pierwszym kapelmistrzem dworskim w prywatnym teatrze księcia Wirtembergii Karola Eugeniusza w Ludwigsburgu koło Stuttgartu, gdzie przebywał przez 15 lat.
W 1769 wrócił do Neapolu. Jego późne opery nie cieszyły się już takim powodzeniem, gdyż włoska publiczność preferowała opery buffa. Dwie jego ostatnie opery wygwizdano. Zwłaszcza mierny sukces opery Ifigenia in Tauride (1771) zniechęcił go do dalszej twórczości operowej i Jommelli poświęcił się całkowicie muzyce kościelnej.

### Dokonania
Jommelli jest obok Tommasa Traetty najwybitniejszym przedstawicielem późnej szkoły neapolitańskiej. W jego operach zaznaczyła się tendencja do integracji formy, m.in. w wiązaniu uwertury z akcją dramaturgiczną, zastosowaniu recitativo obligato z akompaniamentem orkiestry w momentach napięcia dramatycznego, wstawianiu intermezzo baletowych w operach poważnych, a także rozbudowanie znaczenia partii orkiestrowych ze szczególną rolą instrumentów dętych oraz partii chóralnych. Przesunął punkt ciężkości przedstawienia operowego z popisów solistów na bardziej zintegrowany popis całego zespołu odnoszący się do dramatycznego posłania libretta. W niezwykle umiejętny sposób połączył niemiecką złożoność, francuską dekoracyjność i włoskie brio .

## Dzieła

### Opery
Chronologicznie według wystawień (zawiera zatem powtórzenia), na podst. materiałów źródłowych 
- L'errore amoroso (Pomyłka miłosna) (Neapol, 1737) – libretto Antonio Palomba
- Odoardo (Neapol, 1738)
- Ricimero re de' Goti (Ricimero król Gotów) (Rzym, 1740)
- Astianatte (Rzym, 1741) – libretto Antonio Salvi
- Ezio (Bolonia, 1741) – libretto Pietro Metastasio
- Semiramide riconosciuta (Semiramida odnaleziona) (Turyn, 1741) – libretto Pietro Metastasio
- Merope (Wenecja, 1741) – libretto Apostolo Zeno
- Don Chichibio (Rzym, 1742)
- Eumene (Bolonia, 1742) – libretto Apostolo Zeno
- Semiramide (Wenecja, 1742) – libretto Francesco Silvani
- Tito Manlio (Turyn, 1743) – libretto Gaetano Roccaforte
- Demofoonte (Padwa, 1743) – libretto Pietro Metastasio
- Alessandro nell'Indie (Aleksander w Indiach) (Ferrara, 1744) – libretto Pietro Metastasio
- Ciro riconosciuto (Bolonia, 1744) – libretto Pietro Metastasio
- Sofonisba (Wenecja, 1746) – libretto Antonio Zanetti i Girolamo Zanetti
- Cajo Mario (Rzym, 1746) – libretto Gaetano Roccaforte
- Antigono (Lukka, 1746) – libretto Pietro Metastasio
- Tito Manlio (Wenecja, 1746) – libretto Jacopo Antonio Sanvitale
- Didone abbandonata (Dydona porzucona) (Rzym, 1847) – libretto Pietro Metastasio
- L'amore in maschera (Miłość w masce) (Neapol, 1748) – libretto Antonio Palomba
- Achille in Sciro (Wiedeń, 1749) – libretto Pietro Metastasio
- Artaserse (Rzym, 1749) – libretto Pietro Metastasio
- Ciro riconosciuto (Wenecja, 1749) – libretto Pietro Metastasio
- Demetrio (Parma, 1749) – libretto Pietro Metastasio
- La cantata e disfida di Don Trastullo (Rzym, 1749)
- Cesare in Egitto (Cezar w Egipcie) (Rzym, 1751) – libretto Giacomo Francesco Bussani
- Ifigenia in Aulide (Rzym, 1751) – libretto Mattia Verazi
- La villana nobile (Szlachetna wieśniaczka) (Palermo, 1751) – libretto Antonio Palomba
- L'uccellatrice (Ptaszniczka) (Wenecja, 1751) – libretto Carlo Goldoni
- Ipermestra (Spoleto, 1751) – libretto Pietro Metastasio
- Talestri (Rzym, 1751) – libretto Gaetano Roccaforte
- I rivali delusi (Rywale zwiedzeni) (Rzym, 1752)
- Attilio Regolo (Attyla król) (Rzym, 1753)
- Bajazette (Turyn, 1753) – libretto Agostino Piovene
- Fetonte (Stuttgart, 1753) – libretto Leopoldo de Villati
- La clemenza di Tito (Łaskawość Tytusa) (Stuttgart, 1753) – libretto Pietro Metastasio
- Il paratajo (Paryż, 1753) – nowe opracowanie L'uccellatrice
- Don Falcone (Bolonia, 1754)
- Catone in Utica (Stuttgart, 1754) – libretto Pietro Metastasio
- Lucio Vero (Mediolan, 1754)
- Il giardino incantato (Zaczarowany ogród) (Stuttgart, 1755)
- Enea nel Lazio (Stuttgart, 1755) – libretto Mattia Verazi
- Penelope (Stuttgart, 1755) – libretto Mattia Verazi
- Il Creso (Rzym, 1757) – libretto Giovacchino Pizzi
- Temistocle (Neapol, 1757) – libretto Pietro Metastasio
- Tito Manlio (Stuttgart, 1758)
- Ezio [Stuttgart, 1758)
- L'asilo d’amore (Azyl miłości) (Stuttgart, 1758)
- Endimione (Stuttgart, 1759)
- Nitetti (Stuttgart, 1759) – libretto Pietro Metastasio
- Alessandro nell'Indie (Aleksander w Indiach) (Stuttgart, 1760)
- Cajo Fabrizio (Mannheim, 1760) – libretto Mattia Verazi
- L'Olimpiade (Stuttgart, 1761) – libretto Pietro Metastasio
- L'isola disabitata (Wyspa niezamieszkana) (Ludwigsburg, 1761) – libretto Pietro Metastasio)
- Semiramide riconosciuta (Semiramida odnaleziona) (Stuttgart, 1762)
- Didone abbandonata (Dydona porzucona) (Stuttgart, 1763)
- Il trionfo d’amore (Tryumf miłości) (Ludwigsburg, 1763) – libretto Giampiero Tagliazucchi
- Demofoonte (Stuttgart, 1764)
- Il re pastore (Król paterz) (Ludwigsburg, 1764) – libretto Giampiero Tagliazucchi
- La pastorella illustre (Patereczka wybitna) (Stuttgart, 1764) – libretto Giampiero Tagliazucchi
- Temistocle (Ludwigsburg, 1765)
- Imeneo in Atene (Ludwigsburg, 1765)
- Il matrimonio per concorso (Małżeństwo przez konkurs) (Ludwigsburg, 1766) – libretto Gaetano Martinelli
- La critica (Ludwigsburg, 1766)
- Vologeso (Ludwigsburg, 1766) – libretto Mattia Verazi
- Il cacciatore deluso (Myśliwy zwiedziony) (Tybinga, 1767) – libretto Gaetano Martinelli
- Fetonte (Ludwigsburg, 1768)
- L'unione coronata (Solitude, 1768)
- La schiava liberata (Niewolnica wyzwolona) (Ludwigsburg, 1768) – libretto Gaetano Martinelli
- Armida abbandonata (Armida porzucona) (Neapol, 1770) – libretto Francesco Saverio de' Rogati
- Demofoonte (Neapol, 1770)
- Ifigenia in Tauride (Neapol, 1771) – libretto Mattia Verazi
- L'amante cacciatore (Kochanek myśliwy) (Rzym, 1771)
- Achille in Sciro (Rzym, 1771)
- Le avventure di Cleomede (1771) – libretto Gaetano Martinelli
- Cerere placata (Ceres ubłagana) (Neapol, 1772)
- Il trionfo di Clelia (Neapol, 1774) – libretto Pietro Metastasio
- Arcadia conservata (Arkadia zachowana)
- La Griselda
- La pellegrina (Pątniczka)

### Inne utwory
- Sicut erat, fugowany motet na 5 głosów (prawdopodobnie pierwocina chóralnej muzyki kościelnej Jommellego)
- Messa da Requiem
- Miserere
- La passione, oratorium
- Lætatus sum F-dur, (1743, Kolekcja Santini w Munster)
- Isacco figura del Redentore, oratorium
- Betulia liberata), oratorium
- Joas, oratorium
- Juda proditor, oratorium
- Le Lamentazioni del profeta Geremia (1750)
- Care Deus si respiro, motet c-moll
- Modulamina Sacra, zbiór motetów jednogłosowych
- Missa breve F-dur, w tym Credo D-dur
- Msza G-dur nr 47
- Te Deum
- Pięć psalmów

oraz wiele innych utworów muzyki kościelnej, kameralnej i wokalnej